# Бальмены
Де Бальмен — русский графский род шотландского происхождения.

## Происхождение и история рода
Эта фамилия — ветвь древнего рода Рэмзи (англ. Ramsay), известного в Шотландии уже в XII веке. Одна из ветвей рода была возведена Карлом I в 1618 году в баронское достоинство королевства Шотландского, а в 1633 году — в достоинство графа Далхузи. Одна из младших ветвей графского дома Далхузи в 1831 году получила титул барона Пэнмюр.
Другой ветви фамилии Рэмзи было дано английским и шотландским королём Карлом II баронетство (англ. Ramsay baronets) в 1666 году; ветви той же фамилии было дано баронетство Рэмзи оф Балмэйн (Балмен; англ. Balmaine) королём Карлом I в 1625 году. Она пресеклась в Британии в феврале 1806 года с кончиною сэра Александера Рэмзи оф Балмэйн, имение, имя и титул которого перешли к сыну его родной сестры Кэтрин Бернет (Burnet) — Александеру Бернету.
Деодат Де-Бальмен (в православии Богдан Адрианович) последовал в начале XVIII века во Францию за Иаковом II и принял там фамилию Де-Бальмен, потом перешёл в службу турецкого султана, а при императрице Анне Иоанновне вступил в русскую службу майором под именем графа де Бальмен. Он был убит, в чине полковника, в сражении со шведами под Вильманстрандом в 1741 году.
Сын его, граф Антон Богданович (1741—1790), генерал-поручик и кавалер ордена св. Александра Невского. Оставил от брака с графиней Девиер трёх сыновей: графа Александра Антоновича, графа Петра Антоновича и Карла Антоновича. Александр Антонович, в чине генерал-майора, был российским комиссаром на острове Св. Елены с 1816 по 1821 год.
- Внук его, Александр Петрович (1819—1879 гг.), в русско-турецкую войну 1877—78 гг. командовал 3-й бригадой 2-й гвардейской кавалерийской дивизии
- Другой его внук, Яков Петрович (1813—1845), был адъютантом генерала А. Н. Лидерса и погиб на Кавказе в Даргинской экспедиции 1845 года, после него остались несколько альбомов великолепных рисунков, иллюстрирующих различные эпизоды Кавказской войны и военный быт времён Николая I[2].

Достоинство графское подтверждено было за фамилией де Бальмен высочайшим указом 2 декабря 1845 года.

## Комментарии
1. ↑  Согласно англо-русской практической транскрипции.